# Freedom: Atlanta Pop Festival
| 전문가 평가 | 전문가 평가 |
| 평가 점수   | 평가 점수   |
| 출처        | 점수        |
| ----------- | ----------- |
| AllMusic    | [ 1 ]       |

《Freedom: Atlanta Pop Festival》은 2015년에 발매된 지미 헨드릭스의 사후 라이브 음반이다. 1970년 7월 4일, 애틀랜타 국제 팝 페스티벌에서의 그의 공연을 기록했다. 200,000-400,000명의 광범위한 추정치에 따라 축제의 관객은 헨드릭스가 그의 경력 동안 연주한 가장 큰 미국 관객이었다.

## 배경
그의 The Cry of Love Tour 중반쯤에 녹음된 헨드릭스는 베이스의 빌리 콕스와 드럼의 미치 미첼에 의해 후원을 받았다. 16곡의 노래는 저녁 공연 동안 녹음되었으며 인기 있는 지미 헨드릭스 익스피리언스 시대의 곡들과 그의 새로운 작곡인 〈Message to Love〉, 〈Freedom〉 그리고 〈Straight Ahead〉를 혼합하여 포함한다. 그러나 음반에는 그의 마감 번호인 〈Hey Baby (New Rising Sun)〉가 포함되어 있지 않다. 전기 작가 키스 섀드윅은 이 노래의 튜닝 문제에 주목한다.

## 곡 목록
모든 곡들은 특별한 언급이 없는 한 지미 헨드릭스에 의해 작사/작곡하였다.
| #  | 제목                       | 재생 시간 |
| -- | -------------------------- | --------- |
| 1. | 〈Fire〉                   | 4:40      |
| 2. | 〈Lover Man〉              | 2:59      |
| 3. | 〈Spanish Castle Magic〉   | 4:32      |
| 4. | 〈Red House〉              | 8:27      |
| 5. | 〈Room Full of Mirrors〉   | 3:19      |
| 6. | 〈Hear My Train A Comin'〉 | 9:32      |
| 7. | 〈Message to Love〉        | 4:54      |

| #  | 제목                             | 작사·작곡   | 재생 시간 |
| -- | -------------------------------- | ----------- | --------- |
| 1. | 〈All Along the Watchtower〉     | 밥 딜런     | 4:19      |
| 2. | 〈Freedom〉                      |             | 4:08      |
| 3. | 〈Foxy Lady〉                    |             | 4:30      |
| 4. | 〈Purple Haze〉                  |             | 4:19      |
| 5. | 〈Hey Joe〉                      | 빌리 로버츠 | 4:37      |
| 6. | 〈Voodoo Child (Slight Return)〉 |             | 7:58      |
| 7. | 〈Stone Free〉                   |             | 5:25      |
| 8. | 〈Star Spangled Banner〉         | 민요        | 2:47      |
| 9. | 〈Straight Ahead〉               |             | 4:52      |